# ウィツィロポチトリ

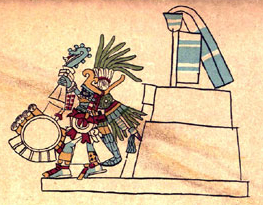
ウィツィロポチトリ

ウィツィロポチトリ（Huitzilopochtli）は、アステカ神話の太陽神・軍神・狩猟神である。

## 概要
その名は「蜂鳥(huitzilin)の左(opochtli)」を意味する。女神コアトリクエの息子であり、月神コヨルシャウキの弟である。コアトリクエは、コアテペック山で羽毛の珠を拾ったことにより受胎。それを知ったコアトリクエの子たちは、母の懐妊に面目を潰されたと感じ、コアトリクエを殺害しようとした。しかしコアテペック山で、完全武装したウィツィロポチトリが誕生し、「トルコ石の蛇」を使ってコヨルシャウキを八つ裂きにし、兄弟の大半を滅ぼした。ウィツィロポチトリの兄弟殺しは、アステカの版図の拡大を象徴しているという。
メソアメリカの神話では太陽はしばしば戦士であり、人間の生贄を求めるものであった。そして、蜂鳥は天界の太陽の家（トナティウ・イチャン）で転生した戦士だと言われていた。戦士であり太陽であるとされたウィツィロポチトリには、生贄として人間の心臓が捧げ続けられていた。
蜂鳥をかたどった頭飾りをつけ、左足に蜂鳥の羽飾りをつけ、五つの房の着いた盾と槍を持った戦士の姿で表される。ウィツィロポチトリは図像表現において、同様に戦士の神であるテスカトリポカと関連付けられている。これら2神は共に、煙を吐く鏡、赤い皮ひもで結ばれた白い輪状の胸飾り、蛇または鏡に置き換えられた片足、トルコ石の投槍器（シウアトラトル）、シウコアトルの仮面（シウコアナワリ）などの特徴を備えて描かれることがある。『マリアベッキアーノ絵文書』ではウィツィロポチトリはテスカトリポカの友と呼ばれている。
アステカの部族神として、最も篤く信仰された。テノチティトラン（現在のメキシコシティ）がアステカの首都となったのもウィツィロポチトリの神託によるものであり、メキシコの国旗、国章にも描かれている。アステカの大神殿テンプロ・マヨールはトラロックとウィツィロポチトリを祀った双子神殿である。